# Менкетчер

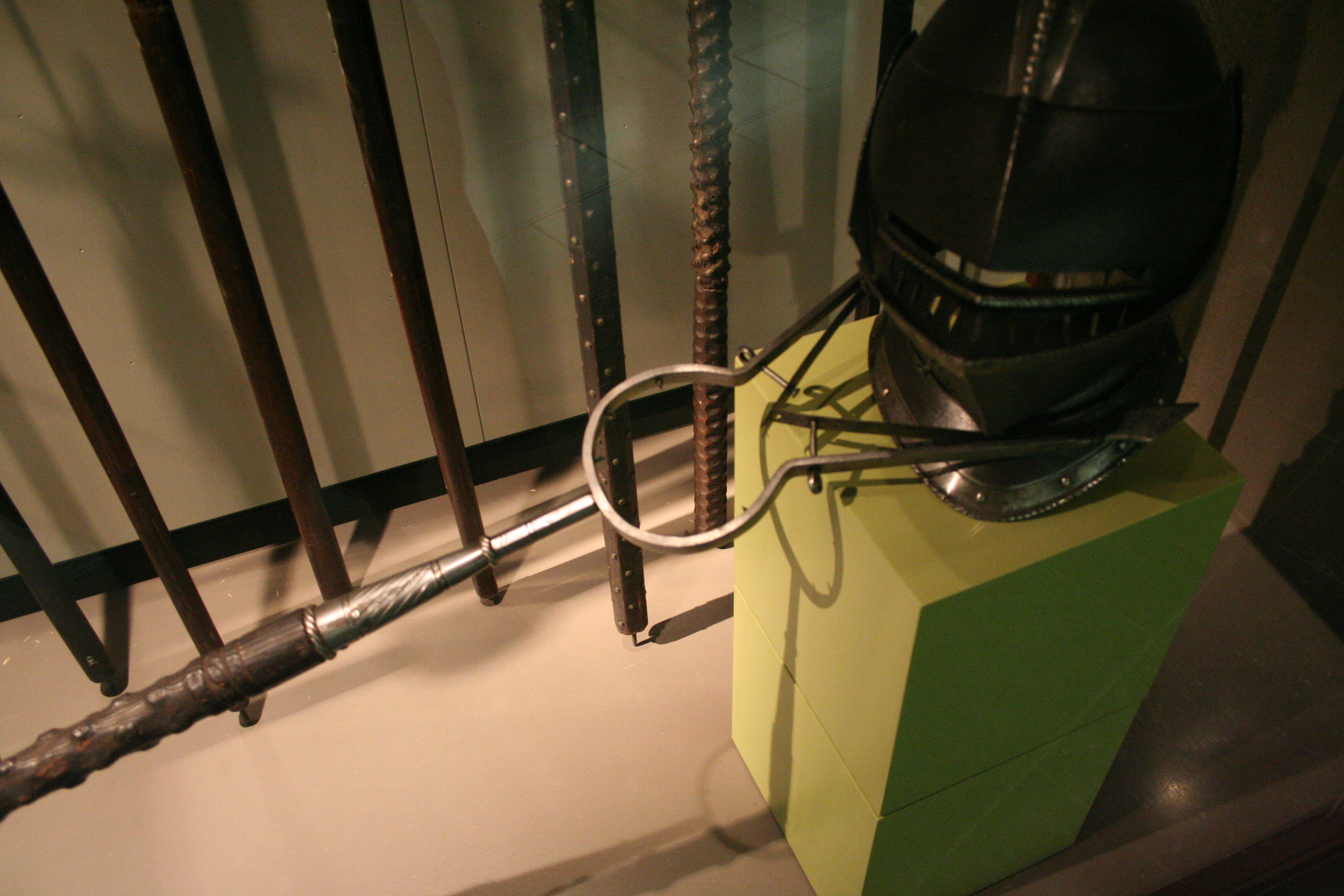
Алгоритм захоплення лицаря в обладунках мен-кетчером

Менкетчер (англ. man catcher  — букв. «Людинолов», «Людинохват»)  — англійський бойовий рогач. Застосовувався у Європі до XVIII століття. 
Мав вигляд насадженого на древко роздвоєного наконечника, з гнучкими «рогами», нерідко засіяними шипами.
За допомогою менкетчера можна було захопити та утримувати противника. Тому ця зброя використовувалася, наприклад, коли треба було стягнути ворожого вершника з сідла або затримати злочинця. Застосування подібної зброї показано на початку фільму «Плоть та кров», в епізоді штурму міста.